# Charīs Maurias
Charalampos Maurias, detto Charīs (in greco: Χαράλαμπος "Χάρης" Μαυρίας; Zante, 21 febbraio 1994), è un calciatore greco, centrocampista del Panaitōlikos.

## Carriera

### Club
Debutta in Champions League il 20 ottobre 2010, nella partita Panathīnaïkos-Rubin Kazan' (0-0).

### Nazionale
Ha esordito in nazionale nel 2012.

## Statistiche

### Presenze e reti nei club
Statistiche aggiornate al 20 ottobre 2024.
| Stagione                | Squadra                 | Campionato              | Campionato | Campionato | Coppe nazionali | Coppe nazionali | Coppe nazionali | Coppe continentali | Coppe continentali | Coppe continentali | Altre coppe | Altre coppe | Altre coppe | Totale | Totale |
| Stagione                | Squadra                 | Comp                    | Pres       | Reti       | Comp            | Pres            | Reti            | Comp               | Pres               | Reti               | Comp        | Pres        | Reti        | Pres   | Reti   |
| ----------------------- | ----------------------- | ----------------------- | ---------- | ---------- | --------------- | --------------- | --------------- | ------------------ | ------------------ | ------------------ | ----------- | ----------- | ----------- | ------ | ------ |
| 2010-2011               | Panathīnaïkos           | SL                      | 4+1        | 0          | CG              | 1               | 0               | UCL                | 1                  | 0                  | -           | -           | -           | 7      | 0      |
| 2011-2012               | Panathīnaïkos           | SL                      | 21+2       | 1          | CG              | 1               | 0               | UCL+UEL            | 0                  | 0                  | -           | -           | -           | 24     | 1      |
| 2012-2013               | Panathīnaïkos           | SL                      | 26         | 2          | CG              | 3               | 1               | UCL+UEL            | 4+6                | 2+0                | -           | -           | -           | 39     | 5      |
| 2013-2014               | Sunderland              | PL                      | 4          | 0          | FACup+CdL       | 1+1             | 1+0             | -                  | -                  | -                  | -           | -           | -           | 6      | 1      |
| 2014-gen. 2015          | Sunderland              | PL                      | 0          | 0          | FACup+CdL       | 0               | 0               | -                  | -                  | -                  | -           | -           | -           | 0      | 0      |
| gen.-giu. 2015          | Panathīnaïkos           | SL                      | 6+3        | 1          | CG              | -               | -               | UCL+UEL            | -                  | -                  | -           | -           | -           | 9      | 1      |
| Totale Panathinaikos    | Totale Panathinaikos    | Totale Panathinaikos    | 57+6       | 4          |                 | 5               | 1               |                    | 11                 | 2                  |             | -           | -           | 79     | 7      |
| 2015-gen. 2016          | Sunderland              | PL                      | 0          | 0          | FACup+CdL       | 1+0             | 0               | -                  | -                  | -                  | -           | -           | -           | 1      | 0      |
| Totale Sunderland       | Totale Sunderland       | Totale Sunderland       | 4          | 0          |                 | 3               | 1               |                    | -                  | -                  |             | -           | -           | 7      | 1      |
| gen.-giu. 2016          | Fortuna Düsseldorf      | 2L                      | 15         | 1          | CG              | -               | -               | -                  | -                  | -                  | -           | -           | -           | 15     | 1      |
| 2016-2017               | Karlsruhe               | 2L                      | 22         | 0          | CG              | -               | -               | -                  | -                  | -                  | -           | -           | -           | 22     | 0      |
| 2017-2018               | Rijeka                  | 1.HNL                   | 6          | 0          | CC              | 3               | 0               | UEL                | 1                  | 0                  | -           | -           | -           | 10     | 0      |
| 2018-gen.2019           | Hibernian               | SP                      | 2          | 0          | -               | -               | -               | -                  | -                  | -                  | -           | -           | -           | 2      | 0      |
| gen.-giu. 2019          | Omonia                  | A                       | 7+10       | 1+1        | CC              | 1               | 0               | -                  | -                  | -                  | -           | -           | -           | 19     | 2      |
| 2019-2020               | Omonia                  | A                       | 21         | 1          | CC              | 2               | 0               | -                  | -                  | -                  | -           | -           | -           | 23     | 1      |
| 2020-2021               | Omonia                  | A                       | 6+1        | 0          | CC              | 1               | 0               | UCL+UEL            | 2+1                | 0                  | -           | -           | -           | 11     | 0      |
| Totale Omonia           | Totale Omonia           | Totale Omonia           | 34+11      | 2+1        |                 | 4               | 0               |                    | 3                  | 0                  |             | -           | -           | 52     | 3      |
| 2021-2022               | Apollōn Limassol        | A                       | 17+8       | 0+1        | CC              | 1               | 0               | UECL               | 1                  | 0                  | -           | -           | -           | 27     | 1      |
| 2022-2023               | Apollōn Limassol        | A                       | 14+7       | 0          | CC              | 1               | 0               | UCL+UEL            | 0+1                | 0                  | SC          | 1           | 0           | 24     | 0      |
| Totale Apollōn Limassol | Totale Apollōn Limassol | Totale Apollōn Limassol | 31+15      | 0+1        |                 | 2               | 0               |                    | 2                  | 0                  |             | 1           | 0           | 51     | 1      |
| 2023-2024               | Panaitōlikos            | SL                      | 17+7       | 1+1        | CG              | 5               | 1               | -                  | -                  | -                  | -           | -           | -           | 29     | 3      |
| 2024-2025               | Panaitōlikos            | SL                      | 8          | 0          | CG              | 1               | 0               | -                  | -                  | -                  | -           | -           | -           | 9      | 0      |
| Totale Panaitōlikos     | Totale Panaitōlikos     | Totale Panaitōlikos     | 25+7       | 1+1        |                 | 6               | 1               |                    | -                  | -                  |             | -           | -           | 38     | 3      |
| Totale carriera         | Totale carriera         | Totale carriera         | 235        | 11         |                 | 23              | 3               |                    | 17                 | 2                  |             | 1           | 0           | 276    | 16     |

### Cronologia presenze e reti in nazionale
| Cronologia completa delle presenze e delle reti in nazionale ― Grecia | Cronologia completa delle presenze e delle reti in nazionale ― Grecia | Cronologia completa delle presenze e delle reti in nazionale ― Grecia | Cronologia completa delle presenze e delle reti in nazionale ― Grecia | Cronologia completa delle presenze e delle reti in nazionale ― Grecia | Cronologia completa delle presenze e delle reti in nazionale ― Grecia | Cronologia completa delle presenze e delle reti in nazionale ― Grecia | Cronologia completa delle presenze e delle reti in nazionale ― Grecia |
| Data                                                                  | Città                                                                 | In casa                                                               | Risultato                                                             | Ospiti                                                                | Competizione                                                          | Reti                                                                  | Note                                                                  |
| --------------------------------------------------------------------- | --------------------------------------------------------------------- | --------------------------------------------------------------------- | --------------------------------------------------------------------- | --------------------------------------------------------------------- | --------------------------------------------------------------------- | --------------------------------------------------------------------- | --------------------------------------------------------------------- |
| 11-9-2012                                                             | Il Pireo                                                              | Grecia                                                                | 2 – 0                                                                 | Lituania                                                              | Qual. Mondiali 2014                                                   | -                                                                     | 80’                                                                   |
| 6-2-2013                                                              | Il Pireo                                                              | Grecia                                                                | 0 – 0                                                                 | Svizzera                                                              | Amichevole                                                            | -                                                                     | 87’                                                                   |
| 11-10-2014                                                            | Helsinki                                                              | Finlandia                                                             | 1 – 1                                                                 | Grecia                                                                | Qual. Euro 2016                                                       | -                                                                     | 70’                                                                   |
| 14-11-2014                                                            | Atene                                                                 | Grecia                                                                | 0 – 1                                                                 | Fær Øer                                                               | Qual. Euro 2016                                                       | -                                                                     | 62’                                                                   |
| 18-11-2014                                                            | La Canea                                                              | Grecia                                                                | 0 – 2                                                                 | Serbia                                                                | Amichevole                                                            | -                                                                     | 71’                                                                   |
| 30-5-2019                                                             | Antalya                                                               | Turchia                                                               | 2 – 1                                                                 | Grecia                                                                | Amichevole                                                            | -                                                                     | 73’                                                                   |
| 8-6-2019                                                              | Atene                                                                 | Grecia                                                                | 0 – 3                                                                 | Italia                                                                | Qual. Euro 2020                                                       | -                                                                     | 46’                                                                   |
| 11-6-2019                                                             | Amarousio                                                             | Grecia                                                                | 2 – 3                                                                 | Armenia                                                               | Qual. Euro 2020                                                       | -                                                                     | 17’                                                                   |
| 11-11-2020                                                            | Atene                                                                 | Grecia                                                                | 2 – 1                                                                 | Cipro                                                                 | Amichevole                                                            | -                                                                     | 68’                                                                   |
| 15-11-2020                                                            | Chișinău                                                              | Moldavia                                                              | 0 – 2                                                                 | Grecia                                                                | UEFA Nations League 2020-2021 - 1º turno                              | -                                                                     | 47’                                                                   |
| 18-11-2020                                                            | Atene                                                                 | Grecia                                                                | 0 – 0                                                                 | Slovenia                                                              | UEFA Nations League 2020-2021 - 1º turno                              | -                                                                     |                                                                       |
| 28-3-2021                                                             | Salonicco                                                             | Grecia                                                                | 2 – 1                                                                 | Honduras                                                              | Amichevole                                                            | -                                                                     |                                                                       |
| 31-3-2021                                                             | Salonicco                                                             | Grecia                                                                | 1 – 1                                                                 | Georgia                                                               | Qual. Mondiali 2022                                                   | -                                                                     | 42’                                                                   |
| Totale                                                                |                                                                       | Presenze                                                              | 13                                                                    |                                                                       | Reti                                                                  | 0                                                                     |                                                                       |

## Palmarès

### Club

#### Competizioni nazionali
- Campionato cipriota: 2

Omonia: 2020-2021
Apollōn Limassol: 2021-2022
- Supercoppa di Cipro: 1

Apollōn Limassol: 2022